# Vărădia
Vărădia (en hongarès: Varadia) és una comuna al comtat de Caraș-Severin, al Banat (Romania). Està compost per dos pobles, Mercina (Mercsény) i Vărădia. Al cens del 2002 s'hi van comptabilitzar 1534 habitants.
Es troba a prop de la frontera amb Sèrbia, al riu Caraș.
Al poble de Vărădia hi ha una església ortodoxa romanesa, una església greco-catòlica romanesa, una església baptista i una antiga església ortodoxa convertida en monestir.